# Autostrada A6 (Marocco)
L'autostrada A6, lunga 28 km, collega la città di Tétouan a Fnideq passando per la città di M'diq. È chiamata anche l'autostrada del Mediterraneo.

## Cronologia
- 2007: Tétouan - M'diq di 14 km
- 2008: M'diq - Fnideq di 14 km

## Tabella percorso
| A 6 Autoroute A6 Tetouan - Fnideq |                         |      |      |
| Tipo                              | Indicazione             | ↓km↓ | ↑km↑ |
|                                   | Tetouan Nord            |      | +1   |
|                                   | M'diq                   |      | +14  |
|                                   | Casello autostrada Smir |      | +18  |
|                                   | Smir                    |      | +19  |
|                                   | Fnideq                  |      | +28  |